# Gustaf Samuelson
För andra betydelser, se Gustav Samuelsson (olika betydelser).
Erik Gustaf Johan Samuelson, född 28 maj 1927 i Västerviks församling i Kalmar län, död 11 april 2018 i Vaxholms distrikt i Stockholms län, var en svensk militär.

## Biografi
Samuelson avlade studentexamen vid Högre allmänna läroverket å Östermalm i Stockholm 1947. Han avlade sjöofficersexamen vid Sjökrigsskolan 1950 och utnämndes samma år till fänrik i flottan, varefter han befordrades till löjtnant 1952. Han gick Stabskursen vid Kungliga Sjökrigshögskolan 1958–1959, varpå han tjänstgjorde vid staben i Marinkommando Ost 1960–1961 och i Marinstaben 1961–1963. Han befordrades till kapten 1962 och var fartygschef på först torpedbåten Polaris och sedan torpedbåten Pollux 1962–1963, varefter han tjänstgjorde i staben vid Marinkommando Syd 1963–1966 och studerade vid Försvarshögskolan 1966. Han befordrades han till kommendörkapten av andra graden 1966, var sektionschef vid Sydkustens örlogsbas 1966–1970, befordrades till kommendörkapten av första graden 1969, var avdelningschef i staben i Södra militärområdet 1970–1974, var chef för 11. torpedbåtsdivisionen 1974–1975 och var stabschef vid Sydkustens örlogsbas 1975–1979. År 1979 befordrades han till kommendör, varpå han var försvarsattaché vid ambassaden i Köpenhamn 1979–1980, chef för Sjövärnskåren 1980–1981 och försvarsattaché vid ambassaderna i Moskva och Warszawa 1982–1986. Samuelson pensionerades från Försvarsmakten 1987.
Gustaf Samuelson invaldes som ledamot av Kungliga Örlogsmannasällskapet 1975.
Gustaf Samuelson var son till viceamiral Erik Samuelson och Marianne Gullberg. Han gifte sig 1951 med Britt Alborn (1928–2010).